# Graanregatta

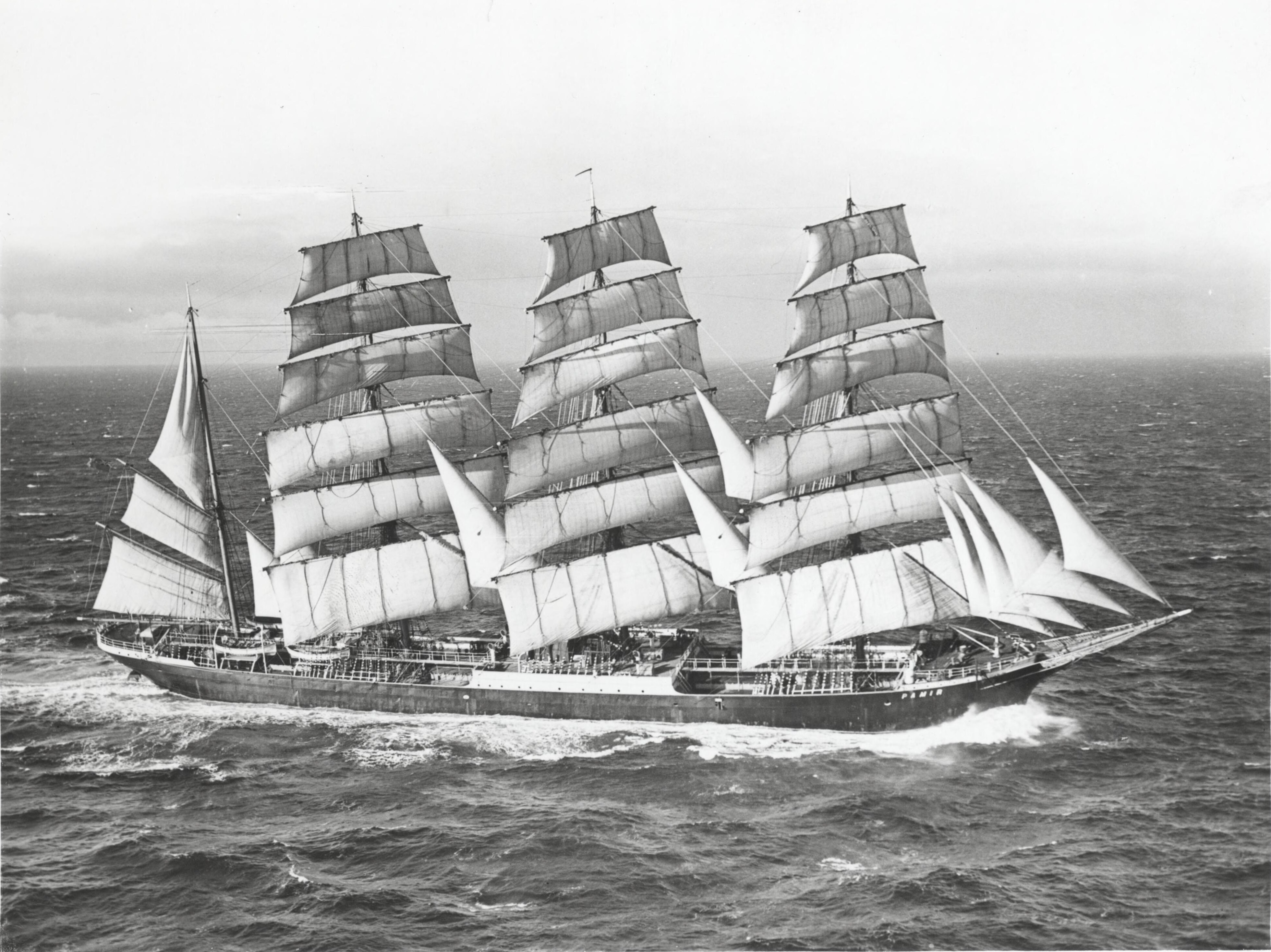
De Pamir komt aan in Het Kanaal (1949)

De graanregatta's werden gehouden van het begin van de 20e eeuw tot 1949. Het doel was om met een zeilschip, zo snel mogelijk graan (meestal tarwe) van Australië naar Europa te vervoeren. De races hebben nooit een officieel karakter gehad. Het was gewoon een competitie tussen de verschillende vrachtzeilschepen. Er was wel een economisch motief. Hoe eerder men aankwam hoe hoger de prijs die men voor het graan kon vragen. De meeste schepen waren windjammers.
De race begon elk jaar in juni aan de Australische Spencergolf. Hier werden de zeilschepen volgeladen. Vervolgens werd gemeten hoelang een schip erover deed om Lizard Point bij Cornwall te bereiken. De schepen volgden gewoonlijk de Clipper-route naar het oosten, zodat ze op de Roaring Forties de wind in de rug hadden, rondden vervolgens Kaap Hoorn en voeren dan over de Atlantische Oceaan naar het noorden. Een tocht van minder dan 100 dagen werd als snel gezien. De schepen vertrokken overigens niet tegelijk. Het ging er dus ook niet om wie het eerste aankwam. Het record werd gevestigd door het Finse schip Parma dat de route in 83 dagen aflegde. De Herzogin Cecilie uit de Weimarrepubliek won zes keer.
Slechts één keer is er een prijs uitgereikt. Dit deed het bedrijf International Paint in 1928 aan de Herzogin Cecilie. In de eerste helft van de 20e eeuw verdwenen de zeilschepen in de vrachtvaart steeds meer van het toneel, waardoor de graanregatta's ophielden.
De race van 1939 werd door Eric Newby, lichtmatroos aan boord van het winnende schip Moshulu, beschreven in het boek "The last grain race". 